# سومنات بهاراداج
سومنات بهاراداج (انگلیسی: Somnath Bharadwaj؛ زاده ۲۸ اکتبر ۱۹۶۴) یک فیزیک‌دان اهل هند است که در زمینه اخترفیزیک نظری و کیهان‌شناسی مشغول به کار است.
باراواج در هند به دنیا آمد و در موسسه فناوری هند در کاراگپور تحصیل نمود و بعدها مدرک دکترای خود را از مؤسسه علوم هند دریافت نمود. پس از کار در مؤسسه پژوهش هاریش-چاندرا، اکنون استاد موسسات فناوری آی‌آی‌تی کاراگپور است. وی موجب گسترش‌های چشمگیری در مطالعه دینامیک شکل‌گیری ساختار بزرگ مقیاس نمود